# Berecz Péter
Berecz Péter (Budapest, 2000. április 6. –) Junior Prima díjas magyar szerkesztő-riporter, rendező. A Heti Napló Sváby Andrással című műsor szerkesztő-riportere, amely az ATV legnézettebb műsorszáma.

## Életpályája
Már középiskolai tanulmányai alatt elkezdett ismerkedni a televíziózással. A budapesti Leövey Klára Gimnáziumban barátaival közösen megalapította az LKG TV névre hallgató televíziót, amelyben havi rendszerességgel forgatott riportokat a diákság égető problémáiról és interjúkat készített a magyar közélet jelentős szereplőivel.
Párhuzamos tanulmányokat folytatott az Eötvös Loránd Tudományegyetemen a kommunikáció- és médiatudomány, továbbá a Színház- és Filmművészeti Egyetemen televíziós műsorkészítő szakokon (osztályvezető: Kolosi Péter, Zilahy Tamás). Szakmai gyakorlatát az ATV-ben végezte, mint adásrendező. 50 perces diplomafilmjét Finnországban készítette, amely a finn oktatási rendszert mutatja be kint élő magyarokon keresztül.
2018-ban, 18 éves korában egy nézői levél segítségével lett az ATV-n futó Heti Napló Sváby Andrással című műsor gyakornoka. Első televíziós riportját 17 évesen kezdte el forgatni, amely olyannyira elnyerte Sváby András főszerkesztő tetszését, hogy 2018 augusztusában műsorra tűzte a gyakornok riportját.
2019-ben elsőéves egyetemistaként legjobb barátjával Houstonba utazott szponzorok segítségével, hogy interjút készítsen a világhírű, rekordtartó amerikai űrhajóssal, Scott Kelly-vel, aki 340 napot töltött a Nemzetközi Űrállomáson.  Meggyes Bence operatőr-vágó azóta is állandó alkotótársa. 
Később a Heti Napló social media szerkesztője, majd 2021-től szerkesztő-riporter lett. Az SZFE-s évek alatt portréfilmet forgatott a Manchesterben élő Jihyun Park észak-koreai disszidensről. A filmnek köszönhetően meghívást kapott Dél-Koreába, a Larkspur Nemzetközi Filmfesztiválra, ahol az alkotást filmvásznon is bemutatták.
2021-ben első magyar televíziós stábként forgatott a Londonban élő magyar származású Lily Ebert holokauszt túlélővel, aki dédunokájának segítségével a TikTokon mesél a haláltáborban átélt borzalmakról. 2022 áprilisában Lily Ebert a Heti Napló kamerája előtt vette át a Magyar Érdemrend lovagkeresztjét. Kétrészes riportfilm sorozatával megnyerte a legjobb televíziós riportfilmnek járó díjat Romániában, a 19. SIMFEST Nemzetközi Film- és Televíziófilm Fesztiválon. A történetet 2023 júliusban folytatta. A 24 perces riportfilmben Lily Ebert a Heti Napló segítségével kapta vissza az Auschwitzban megölt Béla testvérének bibliáját egy londoni kórházban. Az ATV története bejárta az egész világsajtót, a megható történetet a Sky News, az Euronews és még a Washington Post is leadta.
Szeret különleges történeteket bemutatni a világ legkülönbözőbb pontjairól. Lehetősége volt riportfilmet forgatni az Egyesült Államokban, az Egyesült Arab Emírségekben, Finnországban és többször az Egyesült Királyságban. Amerikában bemutatta a világ egyik legveszélyesebb munkáját végző Carl Bardent, aki mérgeskígyók mérgét szívja le minden egyes nap. Nagy visszhangot kapott az “életre szóló ajándék” című riportja, amelyben egy élődonoros vesetranszplantációt mutatott be. Szintén nagy nézettséget ért el a londoni magyarokról szóló kétrészes riportfilm sorozata, ahogyan az Air France 447-es járatról készített exkluzív riportfilmje is, ahol a repülőtragédia egyik magyar gyermekáldozatának édesapja mesél több éves hallgatás után. 2022 novemberében kéthetes tanulmányúton vett részt a CNN londoni főhadiszállásán a Nemzet Fiatal Tehetségeiért Ösztöndíj segítségével (Emberi Erőforrások Minisztériuma).

## Kiemelt riportfilmjei
- Made in Finland – A finn oktatásról magyar szemmel (diplomafilm, 2023)
  - Rendező: Berecz Péter
  - Vezető operatőr: Meggyes Bence
  - Operatőr: Czakó András
  - Vágó: Meggyes Bence
  - Hangmérnök: Gyöngyösi Ádám
- Lily Ebert története (2021, 2022, 2023)
  - Rendező: Berecz Péter
  - Operatőr: Erdélyi Angelika, László György, Meggyes Bence, Gudmon Olivér, Kecskés András, Czakó András
- Isten hozott Manchesterben! Jihyun Park története a munkatáborból a szabad világig (2022)[42]
  - Rendező: Berecz Péter
  - Vezető operatőr: Meggyes Bence
  - Operatőr: Czakó András
  - Vágó: Meggyes Bence
  - Hangmérnök: Gyöngyösi Ádám
- 340 nap a Föld körül (2020)[43]
  - Szerkesztő-riporter: Berecz Péter
  - Operatőr-vágó: Meggyes Bence
  - Produkciós vezető: Kovács Balázs
  - Produkciós asszisztens: Kovács Alexandra

## Könyvei
- A Napló riportereinek felemelő történetei (ISBN 9786158219310)
  - Fejezetcím: Iskolapadból főműsoridőbe[44]

## Díjai és kitüntetései
- 36. Országos Tudományos Diákköri Konferencia Művészeti és Művészettudományi Szekció különdíj – A világ legveszélyesebb munkája (2023)[45]
- 19. International Film and Television Festival SIMFEST – The best reportage (A legjobb televíziós riportfilmnek járó díj) (2022) [46]
- XVI. Göcsej Filmszemle – Dokumentumfilm kategória II. helyezett (2020)[47]
- Junior Prima-díj (2023)[48]